# Okres Meilen
Okres Meilen (německy Bezirk Meilen) je jedním z 12 okresů v kantonu Curych ve Švýcarsku. Administrativním centrem okresu je Meilen.

## Poloha
Okres se rozkládá na jihovýchodě kantonu Curych, jihovýchodně od města Curych, především podél severního břehu Curyšského jezera.

## Seznam obcí
| Znak           | Název obce     | Počet obyvatel (31. 12. 2023) | Rozloha (km²) | Hustota zalidnění (obyv./km²) |
| -------------- | -------------- | ----------------------------- | ------------- | ----------------------------- |
| Erlenbach      | Erlenbach      | 5542                          | 2,89          | 1918                          |
| Herrliberg     | Herrliberg     | 6751                          | 8,99          | 751                           |
| Hombrechtikon  | Hombrechtikon  | 8999                          | 12,19         | 738                           |
| Küsnacht       | Küsnacht       | 15 162                        | 12,36         | 1227                          |
| Männedorf      | Männedorf      | 11 666                        | 4,77          | 2446                          |
| Meilen         | Meilen         | 14 751                        | 11,94         | 1235                          |
| Oetwil am See  | Oetwil am See  | 5075                          | 6,11          | 831                           |
| Stäfa          | Stäfa          | 15 067                        | 8,59          | 1754                          |
| Uetikon am See | Uetikon am See | 6361                          | 3,46          | 1838                          |
| Zollikon       | Zollikon       | 13 570                        | 7,85          | 1729                          |
| Zumikon        | Zumikon        | 5766                          | 5,48          | 1052                          |
| Celkem (11)    | Celkem (11)    | 108 710                       | 84,63         | 1285                          |